# Bennie Wijnstekers
Bennie Wijnstekers, de son vrai nom Huibertus Johannes Nicolaas Wijnstekers (né le 31 août 1955 à Rotterdam), est un footballeur néerlandais, défenseur.
Wijnstekers a joué 352 matchs pour le Feyenoord Rotterdam entre 1976 et 1988. Il a connu 36 sélections (1 but) en équipe des Pays-Bas entre 1979 et 1985, participant au Championnat d'Europe des nations 1980.